# زبان زرگری (آبیک)
زبان زرگری نام یکی از گویش‌های زبان رومانی یا کولی است که در روستای زرگر واقع در آبیک قزوین و روستای قشلاق زرگرها واقع در شهریار استان تهران گفتگو می‌شود. نصرت‌الله زرگر، از شهروندان روستای قشلاق زرگرها ازجمله کسانی است که برای نخستین بار اشعاری را به این زبان سرود و اشعار چندین شاعر را، ازجمله تیلیم خان و مأذون قشقایی، به زبان زرگری ترجمه کرد و از سال ۱۳۷۲ فعالیت خود را در رادیو تهران در برنامهٔ «فرهنگ و مردم» آغاز کرد.
کتابعلی زرگر ملقب به عاشق کتاب که در روستای زرگر از توابع شهرستان آبیک زندگی می‌کند، نیز زادهٔ سال ۱۳۰۲ می‌باشد که از سن ۱۲ سالگی به نواختن ساز زهی به نام چگور می‌پردازد. وی درحال حاضر در روستا زندگی می‌کند و تعداد ۱۵٬۰۰۰ بیت شعر در حافظه خود دارد.
نواختن ساز در خانوادهٔ عاشق کتاب اهمیت بسزایی برخوردار است. به گفتهٔ وی نواختن ساز ژنتیکی می‌باشد زیرا خود به عاشق علیجان اشاره کرد که پدربزرگ مادر خویش بود و درحال حاضر یکی از نوادگان عاشق کتاب به نام فرزاد تک روستا در این زمینه فعالیت دارد.
زبان زرگری زبان کاملی است و دارای دستور زبان می‌باشد. حسن رضایی باغ‌بیدی بررسی زبان‌شناختی جامعی از زبان روستای زرگر کرده است. و علی تک روستا فعالیت چشمگیری در جمع‌آوری مطالب جهت چاپ فرهنگ لغت کامل زبان زرگری دارد.
در منابع آمده که اهالی روستای وَسمَقِ شهرستان زرندیه در استان مرکزی نیز به زبان زرگری سخن می‌گویند. در استان لرستان و شهر خرم‌آباد طایفه‌ای به نام رومیانی وجود دارد.

## واژگان
چند نمونه از واژگان زرگری (رومانی):
سه= درن derin
هیجده= اُخدو oxdu
برای من= میری miri
برای تو= دیری diri
ماهی= ماچو maču
رختخواب= رُم rom
پیراهن= گُد god
روباه= جَقَّلیس jaqqalis
خر= خرنی xerni
برنج= ریس ris
شب= رادی radi

## نمونه
در کتاب یادنامهٔ حکیم تیلیم خان شعری از نصرت‌الله زرگر به زبان زرگرهای ساکن شهریار نقل شده است:
| دنیلوگی ناپی گاجوسکی مُلی           |  | اگه لِس تاپسا پِردو گودلو اووِل   |
| چیلالو مانوشس پورتِسدار ناناک       |  | اگه توناک پِی شِل لاچو اووِل      |
| چیلالو مانوشا آمال ناآستار         |  | هر گاجوسکی ناآن تودا کریستار   |
| ناجاناجا هر نامورشس دارستار        |  | دووی تِریاندا لسگی بارو گا اووِل |
| چیلالو مانوشس نوول سیگ آمال        |  | خوخای ماستان سُوِل ناخا مو پوِرال |
| کالو دئوس ناچید سیر چیریکناکال     |  | چیریکنیگی گا اِو بودلا چو اووِل  |
| بیدادالوس کِرِه ناکِر هچ کان فال      |  | نانیکِلا دئولِس توتار اووافال    |
| هر تانیس چیلالو آلاو ناپِن مو پورال |  | مورشوس کورلو افتاتان اووِل      |
| تیلیمِس آلاو هچ کان ناکِرتی خاخای    |  | آوِریس رومناکی نادیک مویاکای    |
| هر نامورشِس ماریستا توناخای         |  | میرو آلاو توکانیستی موک اووِل   |

نام: زرگری
نوع: گویش
کد ISO 639-3:2007(استاندارد بین‌المللی کدهای زبان): rmn-zar
کد استاندارد: لیست زبانشناسی
ریشه: هندواروپایی
زبان زرگری تنها زبانی است که در روستای زرگر، ویژگی اصلی زبان هندو-آریایی خود را حفظ کرده است. زبان این روستا نخستین بار توسط گرنوت ویندفور (۱۹۷۰) مورد مطالعه قرار گرفت. نتیجهٔ تحقیق او این بود که این زبان نوعی از زبان رومانی-اروپایی است و این زبان با گویش مردم درهٔ ماریزا در جنوب بلغارستان که توسط کولوکسی (۱۸۸۹) ثبت شده، شباهت زیادی دارد. ویندفور بیان می‌کند که ریشهٔ زبان زرگری در واقع به احتمال زیاد از روم باستان یا همان روملیا (Rumelia) است. مدت‌ها پس از ویندفور، سه پژوهشگر ایرانی (تهرانی‌زاده قوچانی ۱۹۹۱؛ خادم‌الشریعه سامانی ۱۹۹۲؛ کلباسی ۱۹۹۳) در مورد مطالعهٔ این زبان تلاش کردند؛ اما هر سه در بیشتر موارد به نتیجهٔ مطلوب نرسیدند (باغبیدی ۲۰۰۳). البته این مطالعات نشان می‌دهد که زبان زرگری افزون بر روستاهای همجوار زرگر، باقرآباد ترک، زرگری‌های ساکن آبیک، در قشلاق زرگرها در استان البرز، در شهریار و قوچان نیز تکلم می‌شود. (رجوع کنید به دجونیدی ۱۹۹۶)
نقل قول‌های مختلفی دربارهٔ ریشهٔ زبان زرگری وجود دارد (رجوع کنید به تهرانی‌زاده قوچانی ۱۹۹۱؛ خادم‌الشریعه سامانی ۱۹۹۲؛ کلباسی ۱۹۹۳) ولی از نظر رضایی باغبیدی آنچه که بزرگان این روستا اظهار کرده و ویندفوهر (۱۹۷۰:۲۸۹) ثبت کرده است، معتبرتر به نظر می‌رسد.
سه برادر طلاکار (زرگر) به نام‌های احمد، سیف‌الله و زبدالملک توسط نادرشاه (۱۷۴۷–۱۷۳۷) از روم (Rum) امپراتوری عثمانی (Ottoman) به ایران آورده شد. به خاطر مهارت‌هایشان زمین‌های روستای زرگر کنونی به عنوان چراگاه قشلاقی و خمسهٔ زنجان به عنوان چراگاه ییلاقی به این سه برادر واگذار شد. احمد در زرگر، سیف‌الله در باقرآباد، زبدالملک در قره‌قباد سکنی گزیدند. آن‌ها از مالیات و سربازی معاف بوده و تا زمان احمد شاه (۱۹۲۵–۱۹۰۹) به‌طور رسمی تحت پشتیبانی دولت بودند. آن‌ها در دوران رضا شاه (۱۹۴۱–۱۹۲۵) چراگاه ییلاقی خود را رها کرده و در چراگاه قشلاقی ماندگار شدند (ترجمه شده از تحقیق رضایی باغبیدی ۲۰۰۳).
توصیف طایفهٔ زرگرها در سفرنامهٔ میرزامحمدحسین حسینی فراهانی به دستور ناصرالدین‌شاه قاجار در سال ۱۸۸۵ هنگام سفر به قزوین به رشتهٔ تحریر درآمده است. (ترجمه شده از تحقیق). این توصیفات به زبان انگلیسی در تحقیق رضایی باغبیدی به نقل از گلزری ۱۹۸۳ ذکر شده است.